# Инсајдер
Инсајдер је српско дигитално-медијско и радиодифузно предузеће. Главна и одговорна уредница је Бранкица Станковић.
Инсајдер телевизија је кабловски канал покренут 17. децембра 2021. у мрежама Телекома Србија, Супернове, СББ-а и Јетела, под слоганом „Само нас гледајте”.

## Историја
Инсајдер је иницијално настао као редакција истраживачких новинара телевизије Б92. Њихов први документарни серијал Рукописи не горе, посвећен атентату на премијера Ђинђића, емитован је 2004. године. Уследили су серијали који су се бавили другим контроверзним темама: паравојним формацијама из ратова 90-их, шверцом цигарета, хулиганима, криминалом, корупцијом, фудбалском мафијом, Службом Државне безбедности, пандемијом свињског грипа, продајом ЈАТ-а, поступцима државе током пандемије коронавируса итд.
Редакција Инсадера се 2014. осамосталила у Инсајдер продукцију, чији документарни серијали и емисије су приказивани на Б92, Првој, Н1 и Новој. Уследило је оснивање засебног ТВ канала. Покретање Инсајдер телевизије потпомогао је Инвестициони фонд за развој медија (Media Development Investment Fund) са седиштем у Њујорку, који је подржавао и рад Б92 у време режима Слободана Милошевића.

## Програм
Програмску шему Инсајдер телевизије чине информативне, дебатне и забавне емисије, документарни серијали, домаће и стране игране серије и филмови.
Информативни програм чине емисије Маркер и Свет и ми, као и прегледи вести у јутарњем програму Буђење (7.00, 8.00 и 9.00 часова) и дневној емисији 3Д (15.30 часова). Током вандредних догађаја, као што су велики протести, приказује се и вишесатна емисија Маркер специјал, уз укључења репортера са лица места и разговоре са гостима у студију.
Маркер је главна информативна емисија. Приказује се уживо радним данима у 18.00 часова. Уређују је Светлана Јанићијевић и Марко Суботић, а водитељ је Бранко Веселиновић, алтернативно Маја Репић, Милица Бабић и Марко Суботић. Емисија Свет и ми анализира актуелности из региона и света из области политике, друштва и културе. Уреднице и водитељке емисије су Наташа Мијушковић и Милица Бабић.

### Емисије
- 3 у 1 - нова димензија дана (Тамара Пуповац, Јасмина Пашић, Уна Сенић, Југослав Ћосић, Милан Николић, Ђорђе Ловрен)
- Агапе (Александар Гајшек)
- Буђење (Драган Илић и Дејана Миловић Буха)
- Експертиза
- Епилог (Сенка Влатковић Одавић, Бранкица Станковић, Ирена Стевић)
- Инсајдер дебата
- Интервју са Југославом Ћосићем
- Мале велике приче
- Маркер - више од вести
- Маркер разговор
- Недеља под лупом Инсајдера
- Погледај око себе (Тамара Пуповац)
- Право на глас
- Прес - не пуцај
- Прича о причи (Игор Каранов, Јасмина Пашић)
- Свет и ми (Милица Бабић, Наташа Мијушковић)
- Слатки изазов (Марко Столица и Аида Јокановић)
- Случај (Јелена Зорић, Милош Тимотијевић)
- Стил (Јелена Гајшек)
- Табу (Јована Глигоријевић, Милан Николић)
- Трећа смена (Уна Сенић, Ђорђе Ловрен, Милутин Бојовић)
- У кругу породице (Јелена Гајшек и Александар Гајшек)
- Живот у рингу (Тамара Пуповац)

### Документарни програм
- Београд прича (Зоран Николић)
- Глас грађана
- Инсајдер серијали
- Индајдер документ
- Марка жвака (Душан Шапоња и Душан Чавић)
- Места страдања
- Сан ургентне ноћи